# You're Not Alone (Olive)
You're Not Alone è un brano musicale scritto da Tim Kellett e Robin Taylor-Firth ed interpretato dal gruppo musicale britannico Olive. Nel 1996 il brano è stato estratto come primo singolo dall'album  Extra Virgin. Il successo per il brano però arriva soltanto nel 1997 quando una versione remix raggiunge la vetta della classifica dei singoli britannica.
Negli anni duemila il brano è stato oggetto di diverse cover.

## Tracce
CD single 1996
1. You're Not Alone (Radio Edit)
2. You're Not Alone (Roni Size Remix)
3. You're Not Alone (X-Press 2's Vocal Voyage Edit)
4. You're Not Alone (Tin Tin Out Remix)
5. You're Not Alone (Nightmares on Wax Remix)
6. You're Not Alone (Black Olive's End of Time Remix)

CD-Maxi RCA 74321 48866 2
1. You're Not Alone (Radio Edit)
2. You're Not Alone (Oakenfold / Osborne 12" Mix)
3. You're Not Alone (Rollo & Sister Bliss 12" Mix)
4. You're Not Alone (Matthew Roberts' Cloud 10 Mix)
5. You're Not Alone (Ganja Kru Remix)

CD-Maxi RCA 74321473252 (BMG) / EAN 0743214732526
1. You're Not Alone (Radio Edit) - 4:18
2. You're Not Alone (Black Olive's Extended Mix) - 6:19
3. You're Not Alone (Rollo And Sister Bliss Remix) - 8:30
4. You're Not Alone (Mattew Robert's Cloud 10 Mix) - 7:32
5. You're Not Alone (Mattew Robert's Phunk Phorce Mix) - 6:39
6. You're Not Alone (Ganja Kru Remix) - 5:45

## Classifiche
| Classifica                                        | Posizione più alta |
| ------------------------------------------------- | ------------------ |
| Canada                                            | 17                 |
| Regno Unito                                       | 1                  |
| U.S. Billboard Dance Music/Club Play Singles      | 5                  |
| U.S. Billboard Hot Dance Music/Maxi-Singles Sales | 9                  |
| U.S. Billboard Hot 100                            | 56                 |
| Svizzera                                          | 16                 |
| Francia                                           | 42                 |
| Paesi Bassi                                       | 24                 |
| Belgio (Fiandre)                                  | 29                 |
| Belgio (Vallonia)                                 | 13                 |
| Svezia                                            | 14                 |
| Finlandia                                         | 9                  |
| Australia                                         | 40                 |

## Cover di ATB
Il produttore di musica trance tedesco ATB realizzò una cover del brano e la pubblicò come singolo il 15 aprile 2002 in Germania.

### Tracce
Radikal Records 12" (USA)
A1 You're Not Alone (Clubb Mix 2) 7:25
A2 You're Not Alone (Airplay Chill Mix) 3:13
B1 You're Not Alone (Clubb Mix 1) 5:57
B2 Rising Moon (Rising Mix) 3:13
Kontor Records 12" (Germany)
A You're Not Alone (1st Clubb Mix) 06:23
B You're Not Alone (2nd Clubb Mix) 07:23
You're Not Alone (Radikal Records - USA)
1. You're Not Alone (Airplay Mix) 3:29
2. You're Not Alone (Airplay Chill Mix) 3:13
3. Rising Moon (Rising Mix) 3:13)
4. You're Not Alone (Clubb Mix 1) 5:57
5. You're Not Alone (Clubb Mix 2) 7:25

You're Not Alone (Kontor Records - Germany)
1. You're Not Alone (Airplay Mix) 3:27
2. You're Not Alone (Airplay Chill Mix) 3:11
3. Rising Moon (Rising Mix) 3:12
4. You're Not Alone (2nd Clubb Mix) 7:21

You're Not Alone (ID&T Records - Netherlands) Variant 1
1. You're Not Alone (Airplay Mix) 3:27
2. You're Not Alone (Airplay Chill Mix) 3:11
3. Rising Moon (Rising Mix) 3:12
4. You're Not Alone (2nd Clubb Mix) 7:21

You're Not Alone (ID&T Records - Netherlands) Variant 2
1. You're Not Alone (Airplay Mix) 3:27
2. You're Not Alone (Airplay Chill Mix) 3:11

You're Not Alone (Central Station - Australia)
1. You're Not Alone (Radio Edit)
2. You're Not Alone (1st Club Mix)
3. You're Not Alone (2nd Club Mix)
4. Hold You (Airplay Mix)
5. Hold You (Svenson & Gielen Mix)
6. The Fields Of Love (Public Domain Mix)
7. Killer (Lost Witness Mix)
8. 9pm (Bent Mix)

### Classifiche
| Classifica (2002) | Posizione più alta |
| ----------------- | ------------------ |
| Austria           | 17                 |
| Belgio            | 14                 |
| Germania          | 13                 |
| Paesi Bassi       | 82                 |
| Svizzera          | 80                 |

## Cover di Mads Langer
Il cantante danese Mads Langer ha registrato una reinterpretazione di You're Not Alone in chiave acustica, che ha pubblicato in versione digitale a giugno del 2010. Questa stessa cover è stata utilizzata come colonna sonora dello spot istituzionale della Wind nel 2011.

### Tracce
Download digitale
1. You're Not Alone (Original) - 3:06
2. You're Not Alone (Da Brozz Edit Remix) - 3:08
3. You're Not Alone (Mark & Shark Radio Mix) - 3:07
4. You're Not Alone (Dj Brizi Latin Radio Mix) - 3:08
5. You're Not Alone (Da Brozz Remix) - 4:44
6. You're Not Alone (Mark & Shark Extended Mix) - 5:56
7. You're Not Alone (Dj Brizi Latin Extended Remix) - 5:13

### Classifiche
| Classifica (2010) | Posizione più alta |
| ----------------- | ------------------ |
| Austria           | 41                 |
| Belgio (Fiandre)  | 79                 |
| Belgio (Vallonia) | 70                 |
| Danimarca         | 17                 |
| Italia            | 6                  |
| Paesi Bassi       | 52                 |
| Svizzera          | 32                 |